# A9 (motorväg, Schweiz)
A9 är en motorväg i Schweiz som går mellan Vallorbe och Gondo.